# Преображенская часовня (Глазуново)
Часовня Спаса Преображения — деревянная православная часовня в селе Глазуново Старицкого района Тверской области.
Преображенская часовня была построена в 1726—1775 годах на месте бывшего деревянного храма Преображения Господня. До революции была приписана к приходу Успенского храма села Берново. В 1914—1919 годах часовню перестроили, в 1996—1999 годах здание вновь отреставрировали.
Здание Преображенской часовни представляет собой небольшой четверик на белокаменном фундаменте, покрытый на четыре ската тёсом и увенчанный луковичной главой, покрытой осиновым лемехом. Прямоугольные окна обрамлены строгими наличниками.